# TJ Sokol Řendějov
TJ Sokol Řendějov (celým názvem: Tělovýchovná jednota Sokol Řendějov) byl český klub ledního hokeje, který sídlil v obci Řendějov ve Středočeském kraji. Zanikl v roce 2012. Největším úspěchem klubu byla dvouletá účast v Krajské soutěži, páté nejvyšší soutěži ledního hokeje v České republice.
Své domácí zápasy v letech 2007-2012 odehrával ve Vlašimi na tamějším zimním stadionu s kapacitou 700 diváků.
Nejméně od roku 1985 (starší dokumenty se nepodařilo najít, ale dřívější existence je takřka jistá) hrál okresní přebor Kutná Hora, kde zpravidla končil ve druhé polovině tabulky. Své zápasy hrál při mrazivém počasí na přírodním kluzišti v nedaleké Zruči nad Sázavou, jinak na (tehdy nekrytém) zimním stadionu v Kutné Hoře s kapacitou 600 diváků. Až po rozpadu okresních soutěží se zapojil do vyšších (viz další text).

## Přehled ligové účasti
Stručný přehled
Zdroj: 
1985/86 Okresní přebor Kutná Hora - 10. místo z 10 účastníků (6. úroveň), přeborníkem okresu Zruč n.Sáz.
1986/87 Okresní přebor Kutná Hora - 8. místo z 9 účastníků (6. úroveň), přeborníkem okresu Zruč
1987/88 Okresní přebor Kutná Hora - 5. místo z 9 účastníků (6. úroveň), přeborníkem okresu Zruč
1988/89 Okresní přebor Kutná Hora - 4. místo z 8 účastníků (6. úroveň), přeborníkem okresu Krchleby
1989/90 Okresní přebor Kutná Hora - 6. místo z 8 účastníků (6. úroveň), přeborníkem okresu Čáslav
1990/91 Okresní přebor Kutná Hora - 6. místo z 6 účastníků (6. úroveň), přeborníkem okresu Zruč
1991/92 Okresní přebor Kutná Hora - 7. místo z 7 účastníků (6. úroveň), přeborníkem okresu Žehušice
1992/93 Okresní přebor Kutná Hora - 8. místo z 8 účastníků (6. úroveň), přeborníkem okresu Zruč
1993/94 Okresní přebor Kutná Hora - 6. místo z 8 účastníků (6. úroveň), přeborníkem okresu Žehušice
1994/95 Okresní přebor Kutná Hora - 4. místo z 7 účastníků (6. úroveň), přeborníkem okresu Zruč
1995/96 Okresní přebor Kutná Hora - 2. místo z 6 účastníků (6. úroveň), přeborníkem okresu Úmonín
1996/97 Okresní přebor Kutná Hora - 7. místo z 7 účastníků (6. úroveň), přeborníkem okresu Čáslav
1997/98 Okresní přebor Kutná Hora - 6. místo z 7 účastníků (6. úroveň), přeborníkem okresu Žehušice
1998/99 Okresní přebor Kutná Hora - 6. místo z 6 účastníků (6. úroveň), přeborníkem okresu Vinaře
1999/00 Okresní přebor Kutná Hora - 6. místo z 6 účastníků (6. úroveň), přeborníkem okresu Čáslav
2000/01 Okresní přebor Kutná Hora - 5. místo z 6 účastníků (6. úroveň), přeborníkem okresu Čáslav
2001/02 Okresní přebor Kutná Hora - 6. místo z 6 účastníků (6. úroveň), přeborníkem okresu Vinaře
2002/03 Okresní přebor Kutná Hora - 5. místo z 6 účastníků (6. úroveň), přeborníkem okresu K.Hora B
2003/04 Okresní přebor Kutná Hora - 4. místo z 4 účastníků (6. úroveň), přeborníkem okresu U.Janovice 
- 2007–2009: Středočeská krajská soutěž (5. ligová úroveň v České republice)
- 2009–2012: Benešovský okresní přebor (6. ligová úroveň v České republice)

Jednotlivé ročníky
Zdroj: 
Legenda: ZČ - základní část, červené podbarvení - sestup, zelené podbarvení - postup, fialové podbarvení - reorganizace, změna skupiny či soutěže
| Česko (2007 – 2012) |                            |           |           |                                       |                      |
| Sezóny              | Soutěž                     | Úroveň    | ZČ        | Play-off, nadstavba, sk. o udržení... | Poznámky             |
| 2007/08             | Středočeská krajská soutěž | 5. úroveň | 8. místo  |                                       |                      |
| 2008/09             | Středočeská krajská soutěž | 5. úroveň | 11. místo |                                       | Odhlášení ze soutěže |
| 2009/10             | Benešovský okresní přebor  | 6. úroveň | 4. místo  |                                       |                      |
| 2010/11             | Benešovský okresní přebor  | 6. úroveň | 5. místo  |                                       |                      |
| 2011/12             | Benešovský okresní přebor  | 6. úroveň | 4. místo  |                                       |                      |